# Adrien Scheider
Pour les articles homonymes, voir Scheider.
Adrien Scheider, né le 20 juin 1909 à Thizy (Rhône) et mort le 28 novembre 1995 à Montbrison (Loire), est un homme politique français.

## Biographie
Après l'obtention de son brevet élémentaire, Adrien Scheider travaille d'abord comme représentant de commerce avant de créer une petite entreprise de vulcanisation à Chazelles-sur-Lyon.
Jusque là sans engagement politique, il s'engage dans le sillage de Pierre Poujade et participe à la fondation de l'Union de défense des artisans et commerçants.
En 1956, il mène la liste poujadiste dans la Loire, et obtient 9,1 % des voix, un résultat assez modeste, mais qui lui permet d'être élu député.
A l'assemblée, il se spécialise dans la défense de l'Algérie française. Il propose ainsi de reverser une partie des indemnités parlementaires aux rapatriés sans ressources, d'exonérer de droits de succession les enfants des militaires tombés en Afrique du Nord. Ce qui ne l'empêche pas de défense les positions antifiscalistes de son mouvement, par ailleurs.
C'est dans ce cadre qu'il dépeint, à la tribune, le régime politique français comme celui de la « dictature des faillis, des traîtres, des incapables », en décembre 1956.
En mai 1958, il est désigné par son groupe pour réclamer en son nom la démission de Pierre Pflimlin et la constitution d'un gouvernement d'union et de salut public, dirigé par Charles de Gaulle.
Candidat à sa réélection en 1958, dans la cinquième circonscription de la Loire, il n'obtient que 6,6 % des voix.
Après cet échec, il abandonne la vie politique.

## Détail des fonctions et des mandats
Mandat parlementaire
- 2 janvier 1956 - 8 décembre 1958 : Député de la Loire